# Jan Vít
Jan Vít (* 29. leden 1948, Praha) je český autor televizních a rozhlasových děl, dramaturg, televizní producent, mediální konzultant.

## Život
Ukončené vysokoškolské vzdělání na Fakultě sociálních věd a publicistiky UK, obor televize (1972);
paralelní studium na Filosofické fakultě UK (obor srovnávací literatura, filosofie) přerušeno (1969) nuceným odchodem pedagogů (prof. V. Černý, prof. J. Patočka, prof. K. Krejčí) Více než čtyřicetiletá praxe v tištěných a elektronických médiích: od r. 1967-86 v deníku Mladá fronta, v redakci uměleckého programu Čs. rozhlasu, v redakci zpravodajství a publicistiky Čs. televize – jako autor, redaktor, režisér;
V letech 1977-89, kdy byl po podpisu Charty 77 perzekvován, působil pod pseudonymem (souvisle zejm. v redakci vzdělávacích programů Slovenské televize),
editor literárního a odborného samizdatu, vč. zavádění jeho přechodu ze strojopisné na počítačovou technologii, spolueditor samizdatových Sebraných spisů Jana Patočky (Cena ČSAV, 1992 – spolu s R. Paloušem, I. Chvatíkem, P. Koubou, M. Petříčkem)
- 1990-1992 Úřad vlády ČR - poradce premiéra, ředitel tiskového odboru,
- 1990-1993 šéfredaktor obnovené revue Přítomnost
- 1990-1993 člen Zastupitelstva hl. města Prahy, předseda kulturního výboru
- 1991-1992 předseda správní rady, a.s. Česká typografie
- 1993-1998 programový ředitel TV Nova
- 1998-2000 výkonný producent externí produkce TV Prima
- 1999-2002 kurátor a manažer Galerie U bílého zajíce
- 2007 šéf přípravného týmu TV Public
- 2002-dosud nezávislý producent, developer v oboru nových médií a distribučních platforem kulturních a vědeckých obsahů, externí dramaturg a konzultant České televize.

- vicepresident Českého vědomostního klastru
- člen výboru Společnosti Franze Kafky
- člen Syndikátu novinářů České republiky
- zakladatel Nadace Karla Nepraše; člen přípravného výboru Česko-francouzské nadace Jana Zrzavého

Autor publicistických a odborných statí, filmových scénářů, rozhlasových her a dokumentů,
popularizačních knih – některé získaly domácí i zahraniční ceny (Prix Italia aj.).

## Knižní publikace
- Deseti objektivy (kompozice s K.Sudou), Praha 1982
- Návrat první dámy (s V. Železným, Cena nakl. Panorama) Praha 1986
- Listopad 89 (kompozice a doprovod. esej s P. Pithartem, Cena nakladatelství Odeon) Praha 1990

## Ostatní texty
- Checoslovaquia, emersión de Atlantis (in Europa Se Reencuentra La Dificil Situacion Del Est, Aguilar, 1991)
- Le Roman de Maisons (in Prague - Secrets et Métamorphoses, Autrement, 1990)
- Das vereinte Deutschland aus der Sicht osteuropäischer und westeuropäischer Nachbarn (in Das vereinte Deutschland : Ende oder Neubeginn des Nationalstaats? : 10. Hambacher Disput 1991)